# Arthur Hiller
Pour les articles homonymes, voir Arthur Hiller (football) et Hiller.
 (août 2016).
Si vous disposez d'ouvrages ou d'articles de référence ou si vous connaissez des sites web de qualité traitant du thème abordé ici, merci de compléter l'article en donnant les références utiles à sa vérifiabilité et en les liant à la section « Notes et références ».

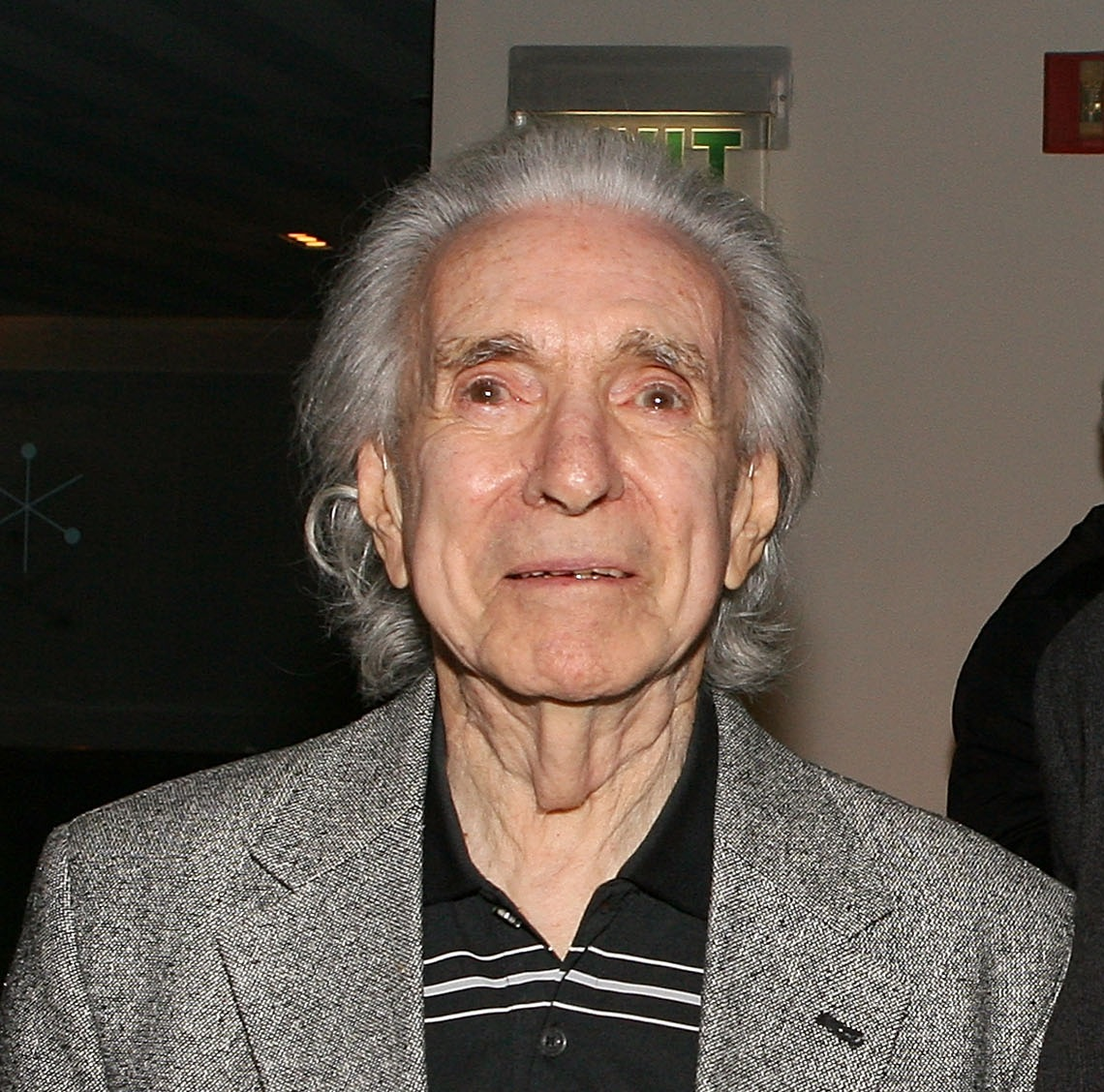
Arthur Hiller en 2011.

Arthur Hiller, né le 22 novembre 1923 à Edmonton (Alberta) et mort le 17 août 2016 à Los Angeles (Californie), est un réalisateur canadien, connu en particulier pour son film Love Story.

## Biographie
Né dans une famille juive, Arthur Hiller est navigateur dans l'Armée de l'air canadienne durant la Seconde Guerre mondiale. Ensuite, il étudie la psychologie à l'Université de Toronto avant d'amorcer une carrière de metteur en scène à la télévision, d'abord à Toronto, puis à Hollywood. En 1957, il réalise son premier film The Careless Years.
Cinéaste prolifique, il aborde divers genres comme le film de guerre (Tobrouk, commando pour l'enfer), la biographie (The Babe) ou le drame psychologique (Making Love). Mais c'est surtout dans la comédie qu'il s'illustre le plus avec des films comme Les Jeux de l'amour et de la guerre, Escapade à New York, Plaza Suite (ces deux derniers inspirés de Neil Simon), Transamerica Express et Ne tirez pas sur le dentiste. Son plus gros succès commercial est indubitablement Love Story.
Il a été président de la Directors Guild of America de 1989 à 1993 et de l'Academy of Motion Picture Arts and Sciences de 1993 à 1997. Il a également été nommé officier de l'ordre du Canada en 2007. Il a par ailleurs fait quelques apparitions comme acteur.
Il meurt le 17 août 2016 à Los Angeles de causes naturelles.

## Filmographie partielle

### Réalisateur

#### Cinéma
- 1957 : The Careless Years
- 1963 : The Wheeler Dealers
- 1964 : Les Jeux de l'amour et de la guerre (The Americanization of Emily)
- 1965 : Promise Her Anything
- 1966 : Tobrouk, commando pour l'enfer (Tobruk)
- 1966 : Les Plaisirs de Pénélope (Penelope)
- 1967 : Le Minus se rebiffe (The Tiger Makes Out)
- 1969 : Popi
- 1970 : Escapade à New York (The Out-of-Towners)
- 1970 : Love Story
- 1971 : Plaza Suite
- 1971 : L'Hôpital (The Hospital)
- 1972 : L'Homme de la Manche (Man of La Mancha)
- 1974 : The Crazy World of Julius Vrooder
- 1975 : The Man in the Glass Booth
- 1976 : Transamerica Express (Silver Streak)
- 1976 : W. C. Fields et moi (W. C. Fields and Me)
- 1979 : Ne tirez pas sur le dentiste (The Inlaws)
- 1979 : Morsures (Nightwing)
- 1982 : Making Love
- 1982 : Avec les compliments de l'auteur ! (Author! Author!)
- 1983 : La Fille sur la banquette arrière (Romantic Comedy)
- 1984 : Ras les profs ! (Teachers)
- 1984 : Manhattan Solo (The Lonely Guy)
- 1987 : Une chance pas croyable (Outrageous Fortune)
- 1989 : Pas nous, pas nous (See No Evil, Hear No Evil)
- 1990 : Filofax
- 1991 : Pour le meilleur et pour le rire (Married to It)
- 1992 : Gentleman Babe (The Babe)
- 1996 : Une folle équipée (Carpool)
- 1997 : An Alan Smithee Film (An Alan Smithee Film: Burn Hollywood Burn)
- 2006 : National Lampoon's Pucked

#### Télévision
- 1955 : Gunsmoke, série télévisée
- 1955 : Alfred Hitchcock présente (Alfred Hitchcock Presents), série télévisée
- 1957 : Perry Mason, série télévisée
- 1958 : L'Homme à la carabine (The Rifleman), série télévisée
- 1960 : Route 66, série télévisée, épisodes Blue Murder, Blues for a Left Foot, The Clover Throne, Fly Away Home: Part 1, Fly Away Home: Part 2, Go Read the River, A Month of Sundays, The Newborn, Once to Every Man, The Strengthening Angels, Trap at Cordova, Welcome
- 1960 : Thriller (série TV)
- 1966 : La Famille Addams (The Addams Family), série télévisée

### Acteur
- 1994 : Le Flic de Beverly Hills 3 (Beverly Hills Cop III) de John Landis
- 1996 : Wild Bill: Hollywood Maverick de Todd Robinson
- 1997 : I Think I Cannes : non crédité
- 1997 : Pitch
- 1998 : Jackie Chan : My Story
- 2002 : Speakeasy
- 2002 : Reel Radicals: The Sixties Revolution in Film : non crédité
- 2002 : Who Is Alan Smithee ? : non crédité

### Producteur
- 1970 : Love Story
- 1972 : L'Homme de la Manche (Man of La Mancha)

## Distinctions

### Récompenses
- Golden Globe 1971 : Golden Globe du meilleur réalisateur pour Love Story
- Berlinale 1972 : Ours d'argent pour L'Hôpital

### Nomination
- Oscar du cinéma 1971 : nommé pour l'Oscar du meilleur réalisateur pour Love Story